# Pivovar Grafenried
Pivovar Grafenried (též Pivovar Lučina) stával v jihozápadní části zaniklé obce Lučina (německy Grafenried) v okrese Domažlice.

## Historie
Kdy byl pivovar založen, není přesně známo. Nejčastěji se objevují dva roky – 1636 a 1707, přičemž jako pravděpodobnější se jeví první letopočet. Druhý údaj je pak rok, kdy pravděpodobně došlo k přestavbě pivovaru. Pivovar vystřídal řadu majitelů, mimo jiné byl i ve vlastnictví rodu Coudenhove-Kalergi a jeho nájemci byla např. rodina Wiesnerů. K ukončení výroby došlo v roce 1926, přičemž nejvyšší výstav za dobu existence činil 3 235 hl. Na začátku 50. let pak byl spolu s obcí zničen při budování železné opony.

## Současnost
Z pivovaru se v podstatě nic nedochovalo. Celé místo je dnes zarostlé. V blízkosti místa, kde pivovar stál, se nachází betonová pozorovatelna, která dokládá činnost pohraniční stráže. Od 90. let 20. století dochází k postupným odkrýváním základů obce, zejména základů kostela svatého Jiří a dalších objektů.